# ザ・ファンタスティックス
ザ・ファンタスティックス（The Fantastics）は、プロレスラーのボビー・フルトンとトミー・ロジャースによって結成されたプロレスのタッグチーム。
ファビュラス・ワンズの影響下にあるベビーフェイスのアイドル系タッグチームとして、1980年代にはロックンロール・エクスプレスに次ぐ人気を獲得した。

## 来歴
1984年7月、ビル・ワットが主宰していたMSWAにおいて、ジュニアヘビー級の若手ベビーフェイスだったボビー・フルトンとトミー・ロジャースのコンビとして結成される。チームのコンセプトにおいて手本としていたのはスティーブ・カーンとスタン・レーンのファビュラス・ワンズであり、彼らに倣ってタキシード風の衣装とボウタイをコスチュームとするなど、同じアイドル系のタッグチームでもロックンロール・エクスプレス（リッキー・モートン&ロバート・ギブソン）とはギミックが差別化されていた。MSWAでは、ロックンロール・エクスプレスの宿敵でもあったミッドナイト・エクスプレス（デニス・コンドリー&ボビー・イートン）と抗争を展開した。
同年10月より、フリッツ・フォン・エリックが主宰していたテキサス州ダラスのWCCWに移籍。同月22日、ロング・ライダーズ（スコット・アーウィン&ビル・アーウィン）からNWAアメリカン・タッグ王座を奪取する。以降、UWFでの抗争相手だったミッドナイト・エクスプレスやダイナミック・デュオ（ジノ・ヘルナンデス&クリス・アダムス）とも同王座を争った。
1985年11月からは、両者にとっての古巣でもあるテネシー州メンフィスのCWAに参戦。1986年1月13日、キーウィ・シープハーダーズ（ジョナサン・ボイド&リップ・モーガン）を破り、かつてファビュラス・ワンズも戴冠したAWA南部タッグ王座を獲得した。なお、フルトンは1982年にCWAでテリー・テイラーと「ファンタスティック・ワンズ」なる前身チームを短期間結成していたことがある。
1986年3月30日、MSWAから改称したUWFに凱旋し、当日にオリジナル版のシープハーダーズ（ブッチ・ミラー&ルーク・ウィリアムス）からUWF世界タッグ王座を奪取。戴冠中の4月19日、ルイジアナ州ニューオーリンズのスーパードームで開催された、UWFとNWAの共同主催によるタッグチーム・トーナメント "Crockett Cup" に出場。1回戦でファビュラス・ワンズ、2回戦でタリー・ブランチャード&アーン・アンダーソンを破って勝ち進み、準々決勝でシープハーダーズと対戦したが、両チーム反則の裁定を下されて失格した。以降もシープハーダーズとは抗争を繰り広げ、同年下期からはエディ・ギルバート&スティングやジョン・テータム&ジャック・ビクトリーともタイトルを争った。
WCCWから改称したWCWAにも参戦して、1987年3月4日にはアル・マドリル&ブライアン・アディアスを破りWCWA世界タッグ王座を獲得。WCCWおよびWCWAではフォン・エリック兄弟をも上回る人気を獲得したという。
UWFを買収したNWAのジム・クロケット・プロモーションズでは、1988年4月26日に新生ミッドナイト・エクスプレス（イートン&レーン）からNWA USタッグ王座を奪取。WCWへの移行期にあった12月7日にもトーナメント決勝でギルバート&ロン・シモンズを破って戴冠したが、12月26日の "Starrcade '88" においてバーシティ・クラブ（ケビン・サリバン&スティーブ・ウィリアムス）に敗れて陥落している。
1989年7月、全日本プロレスに初来日。以降も外国人タッグチームの常連となって、ブリティッシュ・ブルドッグス（ダイナマイト・キッド&デイビーボーイ・スミス）、マレンコ・ブラザーズ（ジョー・マレンコ&ディーン・マレンコ）、カンナム・エクスプレス（ダグ・ファーナス&ダニー・クロファット）などのチームと対戦し、1990年1月3日の後楽園ホール大会ではフットルース（サムソン冬木&川田利明）が保持していたアジアタッグ王座に挑戦。同年8月には空位となっていた同王座の争奪リーグ戦に出場、小橋健太&ジョニー・エースと決勝を争った。その後も再三来日を続け、全日本プロレスには1996年5月にかけて通算14回参戦した。
その間、アメリカでは1994年から1995年にかけてWCWに参戦。プリティ・ワンダフル（ポール・オーンドーフ&ポール・ローマ）、ブルー・ブラッズ（ロード・スティーブン・リーガル&アール・ロバート・イートン）、ハーレム・ヒート（スティービー・レイ&ブッカー・T）などのチームと対戦した。
以降、1996年10月のWCW出場を最後にチームを解散。1997年6月16日、WWFの『ロウ・イズ・ウォー』において、WWFライトヘビー級王座決定トーナメントの一環として両者のシングル対決が行われたが（ロジャースがベビーフェイス、フルトンがヒールのポジションで、試合はロジャースの勝利）、両者とも当日限りの登場でWWFに継続参戦することはなかった。
各々シングルプレイヤーとしての活動を経て、2004年3月にIWAジャパンにおいて7年半ぶりの再結成が実現。アメリカでもレジェンド選手によるイベントに出場し、2005年1月29日の "WrestleReunion" では、往年の戦友ロックンロール・エクスプレスとカルテットを組み、双方にとってのライバルチームだったミッドナイト・エクスプレス（コンドリー、イートン、レーン）と対戦した。2015年6月1日にロジャースが死去したため、これがロジャースおよびファンタスティックスの最後の試合となった。

## 合体攻撃
- ファンタスティック・フリップ（Fantastic Flip）[21]
- ダブル・ミサイルキック

## 獲得タイトル
ワールド・クラス・レスリング・アソシエーション
- NWAアメリカン・タッグ王座：2回[4]
- WCWA世界タッグ王座：2回[9]

コンチネンタル・レスリング・アソシエーション
- AWA南部タッグ王座：1回[5]

ユニバーサル・レスリング・フェデレーション
- UWF世界タッグ王座：2回[6]

ミッドアトランティック・チャンピオンシップ・レスリング
- NWA USタッグ王座（ミッドアトランティック版）：2回[10]